# Nora Chegodayeva
Nora Pavlovna Chegodayeva (1905–1971) fue una intérprete y traductora soviética. Oficial del Ejército Rojo durante la Segunda Guerra Mundial, fue una de las organizadoras de un curso de francotiradoras femeninas que se hizo famoso tras su posterior reorganización como Escuela Central de Entrenamiento de Francotiradoras Femeninas.

## Biografía
Nora Pavlovna Chegodayeva nació en 1905. Su padre era Pavel Chegodayev, revolucionario y abogado que ocuparía varios cargos importantes en el Comisariado del Pueblo para la Justicia tras la Revolución Rusa de 1917.
La joven Nora Chegodayeva recibió una buena educación y  y desde temprana edad aprendió a hablar con fluidez tanto francés como español. Se alistó en el Ejército Rojo para trabajar como traductora militar y se graduó en la Academia Militar Frunze de Moscú.
Se alistó como voluntaria para apoyar a los republicanos españoles durante la Guerra Civil como intérprete, pero también combatió y fue condecorada con la Orden de la Bandera Roja.
Siguió sirviendo en el ejército tras regresar de España y ocupó varios destinos después de la invasión alemana de la Unión Soviética en la Segunda Guerra Mundial. Sirvió en el servicio de inteligencia en el Frente Voljov y más tarde organizó un curso de entrenamiento de francotiradoras que se haría famoso tras su posterior reorganización como Escuela Central de Entrenamiento de Francotiradoras, pero fue retirada de este puesto poco después para ayudar al servicio diplomático soviético en La Habana con su fluido español cuando la Unión Soviética estableció por primera vez relaciones diplomáticas con Cuba en 1943.
Más tarde trabajó como redactora de la edición en francés de la revista Novoye Vremya.
Murió en 1971.

## Premios
- Orden de la Bandera Roja [1]